# Placówki dyplomatyczne i konsularne w Polsce: Z
Stan na: 23 grudnia 2024

## Zakon Maltański

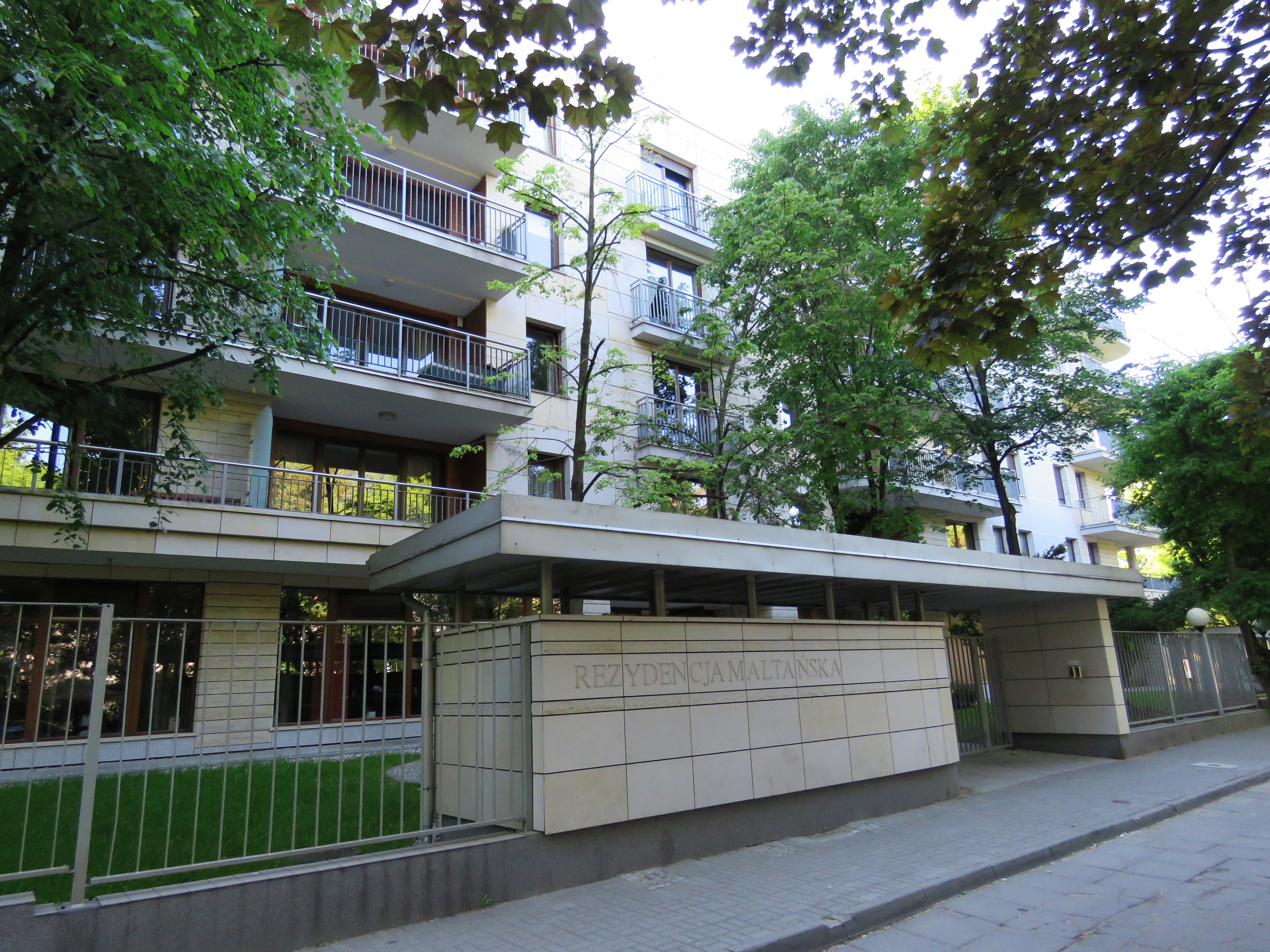
Ambasada Zakonu Maltańskiego

Ambasada Suwerennego Rycerskiego Zakonu Maltańskiego w Warszawie
- szef placówki: Niels Carl Lorijn (ambasador)
- Strona oficjalna

## Zambia

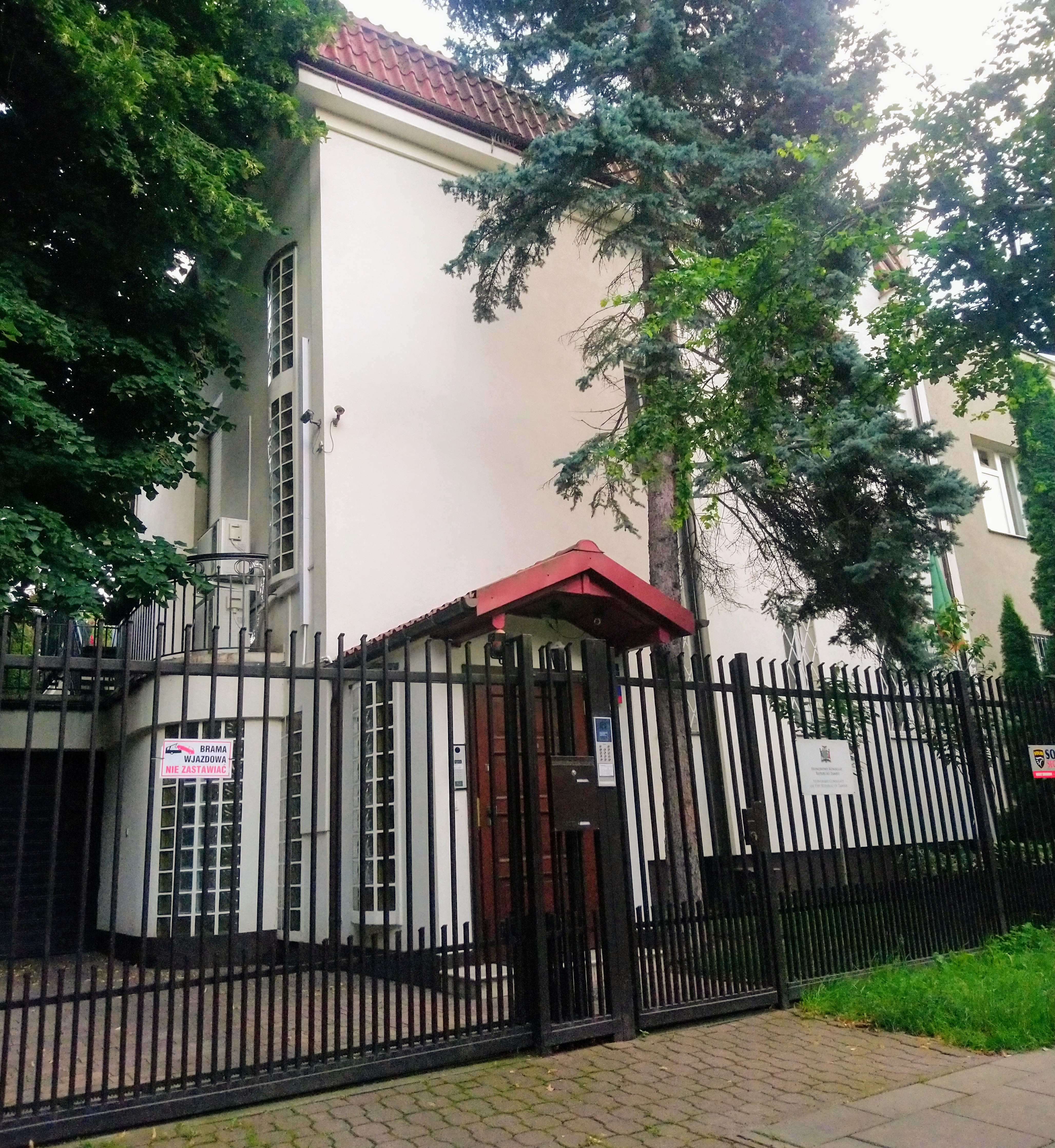
Konsulat honorowy Zambii w Warszawie

Brak placówki – Polskę obsługuje Ambasada Republiki Zambii w Berlinie (Niemcy).
Konsulat Honorowy Republiki Zambii w Warszawie
- szef placówki: Bartosz Brusikiewicz (konsul honorowy)

## Zimbabwe
Brak placówki – Polskę obsługuje Ambasada Republiki Zimbabwe w Berlinie (Niemcy).

## Zjednoczone Emiraty Arabskie

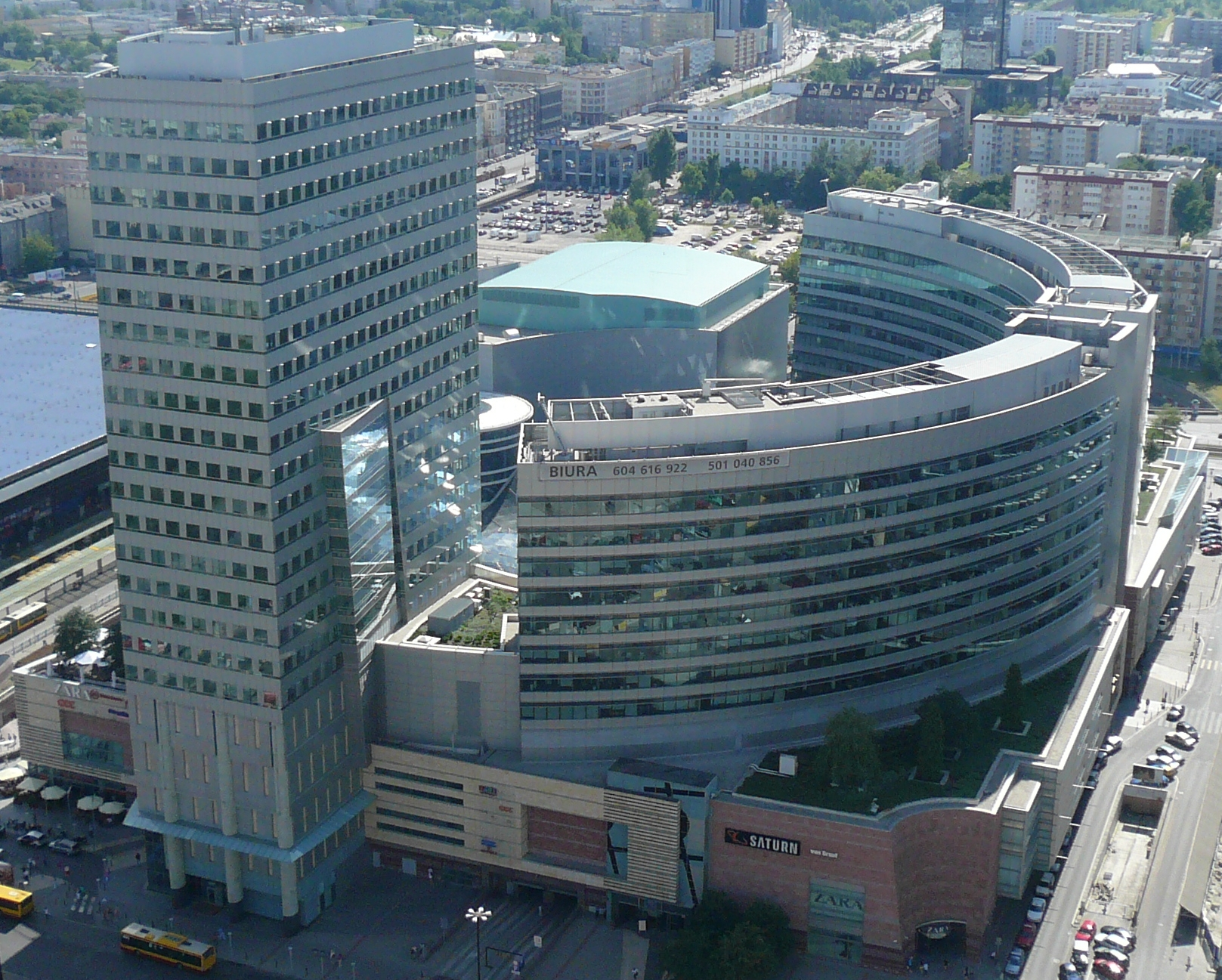
Złote Tarasy przy ulicy Złotej w Warszawie, gdzie znajduje się m.in. ambasada Zjednoczonych Emiratów Arabskich

Ambasada Zjednoczonych Emiratów Arabskich w Warszawie
- szef placówki: Mohamed Ahmed Salem Farea AlHarbi (ambasador)
- Strona oficjalna